# 食道切除術

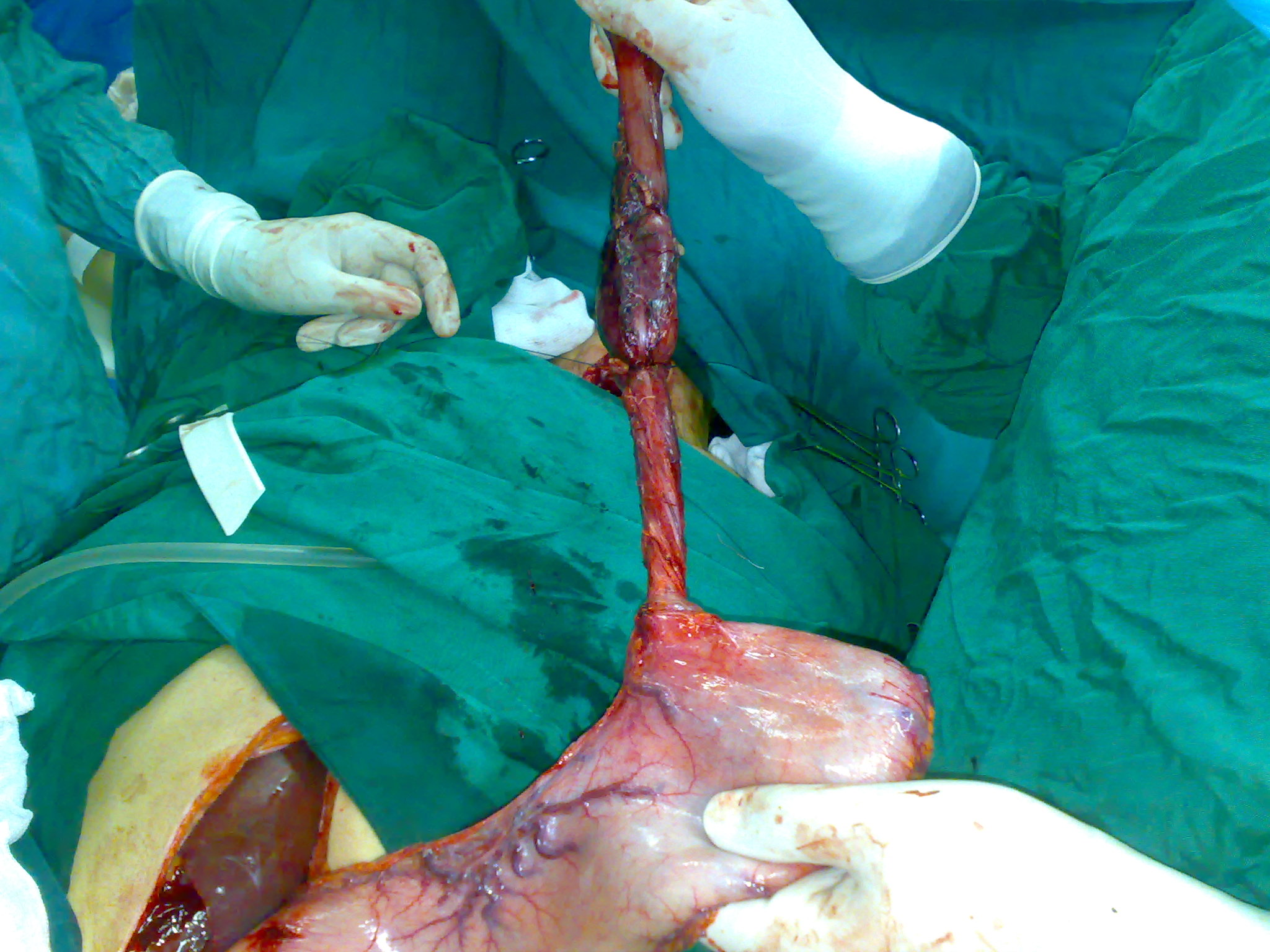
食道切除術

食道切除術（しょくどうせつじょじゅつ、英Esophagectomy）とは、食道を切除する手術のこと。

## 歴史
1913年にアメリカのニューヨーク大学医学部ニューヨーク皮膚・癌病院のFranz Torekが初めて報告し、1938年にアメリカのSamuel F Marshallが成功例を報告している。
1991年にイギリスのダンディー大学医学部のAlfred Cuschieriによって胸腔鏡下での食道切除術が初めて報告された。

## 種類
- 開胸食道切除術
- 胸腔鏡下食道切除術[1]

## 食道の解剖学（構造）
食道の解剖学で、必須とすら言える二つの特徴がある。食道は消化管の一部ではあるが、特異な特徴を持ち、一つは漿膜を欠くこと、そしてもう一つは内側面が重層扁平上皮に覆われていることである。
これは、食道癌の性質にも反映されるので、重要である。まず、最外層を漿膜が覆っていないため、他臓器浸潤が起こりやすい。また、食道癌の組織型（癌を顕微鏡で見たときの分類）は、扁平上皮癌が多く（90.5%）、バレット食道などの背景がなければ、腺癌は、少数派に属する（我が国では4%程度）。これは、欧米の場合、腺癌の頻度が50-70%であるのと対照的である。
また、食道は、頚部食道、胸部食道（胸部上部食道、胸部中部食道、胸部下部食道）、腹部食道の領域に区分される。
- 頚部食道は、下咽頭と連続しており、発声を司る喉頭とも隣接した位置にあるため、癌病変の深達度（どれだけ深い場所まで浸潤しているか）によっては、「咽頭・喉頭・頚部食道切除術」が必要とされ、食道発声の会得や発声を補助する器具の使用がなければ、永久に声を失うことになる。
- 胸部食道は、我が国で最も食道癌が発生しやすい部位である。胸部中部食道が最も多く（48%）、胸部下部食道（27.7%）、胸部上部食道（11.9%）と続く。

## 所属リンパ節
食道癌は、上下のリンパ流が豊富で、原発巣から距離的に離れたリンパ節に転移することもまれではなく、中でも反回神経リンパ節（食道癌取扱い規約の#6）は、転移の好発部位とされている。

## 術式
- 右開胸開腹胸部食道切除術が標準と言える。
- 3領域郭清：食道は上下のリンパ流が豊富なため、胸部のリンパ節のみならず、頸部や腹腔内のリンパ節への転移もしばしば認めることから、根治手術においては、これら3領域の郭清を行なう術式が標準的である。

## 再建
- 食道を切除した後、胃などを用いて、食道を再建する。しかし、胃癌を合併（術後も含め）している症例では、小腸や左結腸を用いることもある。
- 再建経路は、胸壁前、胸骨後、及び後縦隔の３経路が存在する。それぞれ一長一短があるが、胸骨前再建では、術後トラブルに対処しやすいが、整容性の面で劣る。後縦隔は、食道が元々存在していた部位であり、嚥下もスムーズで縫合不全が一番起こりにくいが、原発巣の局所再発の際に、再建胃管への被曝による有害事象のため、救済放射線治療が行ないにくい、などである。

## 合併症
肺炎などの呼吸器合併症、縫合不全、吻合部狭窄、反回神経麻痺、気胸・血胸・乳び胸などが、術後生じうる。

## 関連
- 消化器外科学
- 消化器学